# Barry Van Dyke

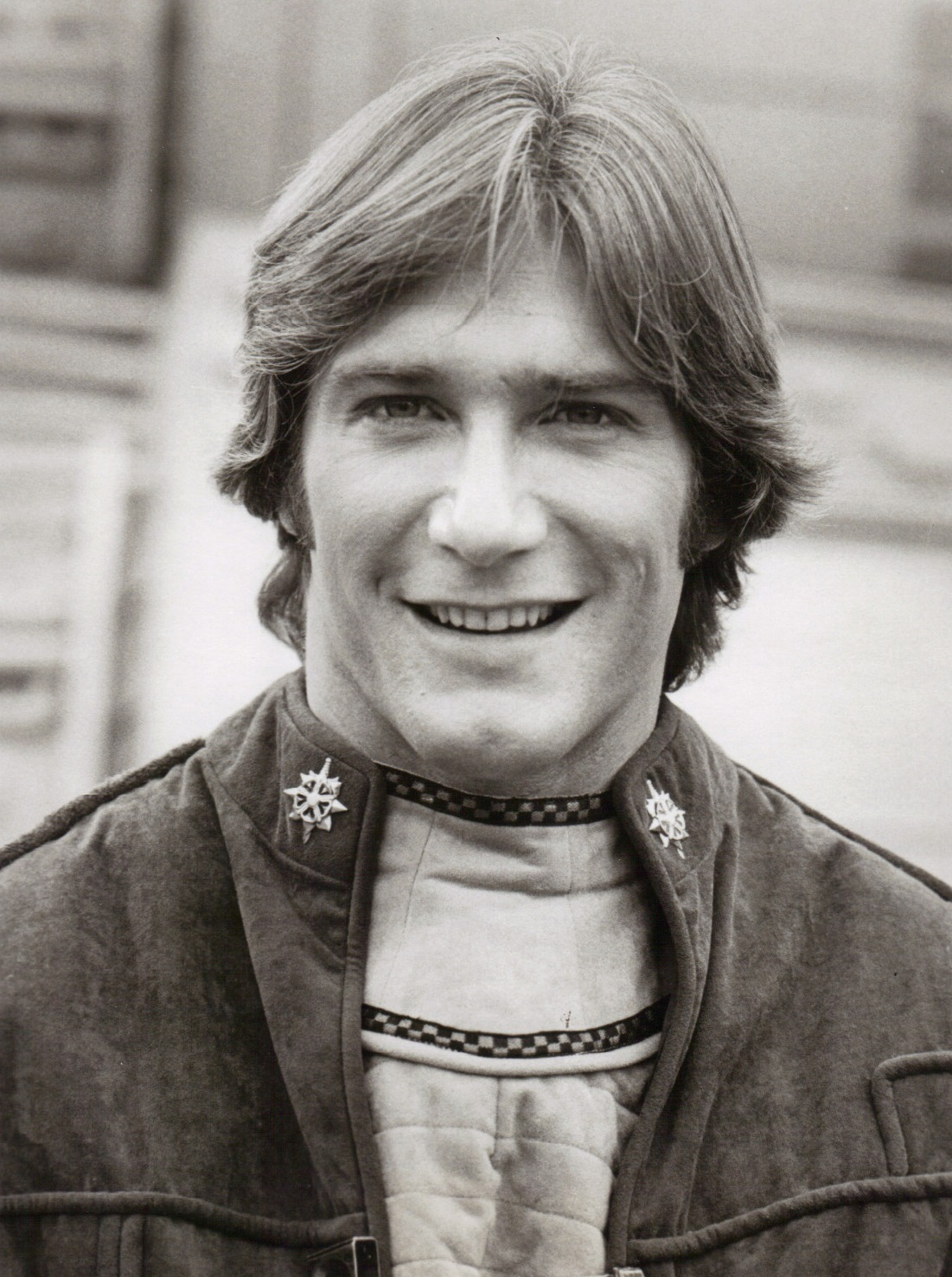
Barry Van Dyke (1980)

Barry Van Dyke (* 31. Juli 1951 in Atlanta, Georgia) ist ein US-amerikanischer Schauspieler.

## Leben
Barry Van Dyke ist der zweite Sohn von Dick Van Dyke, der Bruder von Stacy Van Dyke (* 1955) und der Neffe von Jerry Van Dyke, die beide ebenfalls Schauspieler sind. Leroy Van Dyke ist ein Onkel von ihm. Weitere Geschwister sind Christian (* 1950) und Carrie Beth Van Dyke (* 1961).
Van Dyke war seit den 1960er Jahren vor allem in Fernsehproduktionen zu sehen. Er wurde ab 1993 an der Seite seines Vaters mit der Krimiserie Diagnose: Mord einem breiten Publikum bekannt. Danach waren beide von 2006 bis 2008 gemeinsam in der Krimireihe Murder 101 als Duo zu sehen, hier allerdings nicht in Rollen als Vater und Sohn. Van Dykes Schaffen umfasst rund 50 Produktionen.
Barry Van Dyke ist seit 1974 mit Mary Van Dyke verheiratet. Er ist der Vater der Schauspieler Carey (* 1976), Shane (* 1979), Wes (* 1984) und Taryn (* 1986). Alle vier Kinder spielten ebenfalls in einigen Folgen der Serie Diagnose: Mord mit.

## Filmografie (Auswahl)
- 1962: The Dick Van Dyke Show (Fernsehserie, Folge 1x19)
- 1976: Stalk the Wild Child
- 1974–1975: Lucas Tanner (Fernsehserie, Folge 1x02, 1x12)
- 1977: Wonder Woman (Fernsehserie, Folge 1x13)
- 1977: Ameisen – Die Rache der schwarzen Königin (It Happened at Lakewood Manor)
- 1978: Mork vom Ork (Mork & Mindy, Fernsehserie, Folge 1x09)
- 1980–1986: Love Boat (The Love Boat, Fernsehserie, 4 Folgen)
- 1980: Ghost of a Chance
- 1980: Kampfstern Galactica (Battlestar Galactica, Fernsehserie, 10 Folgen)
- 1982: Remington Steele (Fernsehserie, Folge 1x06)
- 1983: Ein Herz und eine Kanone (Gun Shy)
- 1983: Magnum (Magnum, p.i., Folge 3x21)
- 1983–1986: Love Boat (The Love Boat, Fernsehserie, 4 Folgen)
- 1984: Das A-Team (The A-Team, Folgen 3x02–3x03)
- 1984: Mr. Mom
- 1986: T. J. Hooker (Fernsehserie, Folge 5x12)
- 1987: Airwolf (Fernsehserie, 24 Folgen)
- 1990: Mord ist ihr Hobby (Murder, She Wrote, Folge 6x14)
- 1993–2001: Diagnose: Mord (Diagnosis Murder, Fernsehserie, 178 Folgen)
- 2006–2008: Murder 101 (Fernsehserie, 4 Folgen)
- 2008: Light Years Away
- 2010: 6 Guns
- 2012: Strawberry Summer
- 2019: The Untold Story